# پیتر بیزیو
پیتر بیزیو (انگلیسی: Peter Biziou؛ زادهٔ ۸ اوت ۱۹۴۴) یک فیلم‌بردار اهل ولز است.

## جوایز
وی برنده جوایزی همچون جایزه اسکار بهترین فیلمبرداری ۱۹۸۸ و جایزه بفتا بهترین فیلم‌برداری ۱۹۸۹ شده است.

## فیلم‌شناسی
- ۲۰۰۵: Derailed
- ۲۰۰۴: Ladies in Lavender
- ۲۰۰۳: Festival Express
- ۲۰۰۲: بی‌وفا
- ۱۹۹۸: نمایش ترومن
- ۱۹۹۵: ریچارد سوم
- 1994: The Road to Wellville
- ۱۹۹۳: به نام پدر
- ۱۹۹۲: آسیب
- ۱۹۹۲: City of Joy
- ۱۹۹۰: Rosencrantz & Guildenstern Are Dead
- ۱۹۸۸: میسیسیپی می‌سوزد
- ۱۹۸۸: A World Apart
- ۱۹۸۶: ۹½ Weeks
- ۱۹۸۴: Another Country
- ۱۹۸۲: دیوار پینک فلوید
- ۱۹۸۱: Time Bandits
- ۱۹۷۹: زندگی برایان
- ۱۹۷۶: باگزی مالون
- ۱۹۷۶: Short Ends
- ۱۹۷۴: Footsteps
- ۱۹۷۴: Our Cissy
- ۱۹۶۹: L' Échelle blanche
- ۱۹۶۵: Fragment (interior photography)